# Алиева, Зияфат Мустафа кызы
Зияфат Мустафа кызы Алиева (азерб. Ziyafət Mustafa qızı Əliyeva; 15 августа 1945, Карабалдыр, Варташенский район — 8 января 2025, Огузский район) — советский азербайджанский табаковод, Герой Социалистического Труда (1982). Мастер табака Азербайджанской ССР.

## Биография
Родилась 15 августа 1945 года в селе Карабалдыр Варташенского района Азербайджанской ССР (ныне село в Огузском районе).
Окончила Азербайджанский сельскохозяйственный институт (1989).
С 1960 года — колхозница, с 1983 года — бригадир, с 1989 — директор совхоза «Гэлэбэ» Варташенского района. С 1993 года — председатель Карабалдырского сельского совета, с 1999 года — Карабалдырского муниципалитета.
Зияфат Алиева проявила себя на работе опытным и умелым рабочим. Алиева тщательно изучала строение и методики выращивания табака, набиралась опыта у более старшего поколения, применяла на работе передовую практику. Секретом получения высоких урожаев, по словам Зияфат Алиевой, стал тщательный уход за саженцами табака в течение всего периода его роста, в результате чего табака получали больше как минимум в 1,5 раза. План десятой пятилетки табаковод выполнила досрочно, по итогам пятилетки собрав и продав государству 20 тонн сухого табачного листа вместо плановых 5,1 тонн. Но наиболее высоких результатов Алиева достигла при выполнении планов одиннадцатой пятилетки. В 1981 году Зияфат Алиева собрала 4807 килограмм табачного листа с поля площадью 0,4 гектара, вместо плановых 1668 килограмм; если а среднем по колхозу чистая прибыль от продажи каждого центнера табака составила 54 рубля, то у передового табаковода эта цифра составила 104 рубля; бригада, где работала Зияфат Алиева, стала победителем социалистического соревнования района в 1981 году.
Указом Президиума Верховного Совета СССР от 10 марта 1982 года за достижение высоких результатов и трудовой героизм, проявленный в выполнении планов и социалистических обязательств по увеличению производства и продажи государству хлопка, винограда, овощей и других сельскохозяйственных продуктов в 1981 году Алиевой Зияфат Мустафа кызы присвоено звание Героя Социалистического Труда с вручением ордена Ленина и золотой медали «Серп и Молот».
Активно участвовала в общественной жизни Азербайджана. Член КПСС.
С 2002 года — президентский пенсионер. Проживала в селе Карабалдыр Огузского района.
Она скончалась в Огузе 8 января 2025 года на 80-м году жизни после продолжительной болезни.